# Ciril Smrkolj
Ciril Smrkolj, slovenski kmet in politik, * 22. september 1949, Šentožbolt.
Med 27. februarjem 1997 in 30. novembrom 2000 je bil minister za kmetijstvo, gozdarstvo in prehrano Republike Slovenije.